# Élections au Sénat des États-Unis
Les élections au Sénat des États-Unis ont eu lieu tous les deux ans en novembre, afin de renouveler 33 sièges à 34 sièges sur les 100 que compte cette assemblée. Le mandat des sénateurs étant de six ans, ceux qui ont été élus à l'occasion de chacune de ces élection siègeront au congrès des États-Unis, qui assure le pouvoir législatif.

## Cadre institutionnel et mode de scrutin
Le sénat américain a 100 membres, deux pour chaque États des États-Unis, élus pour une durée de six ans. Les sénateurs sont divisés en 3 classes, une des trois classes étant renouvelés tous les 2 ans.

## Partis représentés
Les démocrates et les républicains contrôlent la majorité des sièges du Sénat des États-Unis à la plupart des élections mais il y a aussi des élus dits « indépendants » au Sénat, comme par exemple Bernie Sanders, soutenu par les démocrates dans son État, et d'autre soutenus par le Parti républicain.
Les élus des partis représentés visent à constituer une majorité, afin de peser sur la politique fédérale, en votant et amendant des lois mais aussi le budget fédéral. La Chambre des représentants et le Sénat disposent globalement des mêmes pouvoirs en matière législative. Une exception toutefois : la Chambre des représentants est la seule chambre du Congrès compétente pour introduire un texte relatif aux impôts et taxes, le Sénat pouvant toutefois amender la proposition de la Chambre.

## Histoire

### XIXesiècle
Avant 1913 et l'apparition du dix-septième amendement de la Constitution des États-Unis, les sénateurs étaient élus par les assemblées des États, et non directement par leurs corps électoraux.

### XXesiècle
Le Sénat bascule dans le camp républicain, pour la première fois depuis les années 1950, lors des élections de 1980 et y reste entre 1981 et 1986, ce qui fait que Président élu Ronald Reagan s’appuie fortement sur cette nouvelle majorité, qui lui fait défaut à la chambre des représentants, pour gouverner. Par la suite, la majorité républicaine obtenue au Sénat à partir de 1994 "n’a jamais été forte, à tel point qu’à la suite des élections de 2000, il existe une égalité parfaite entre les deux partis".
Lors des élections de mi-mandat de 1986, malgré la popularité du président Ronald Reagan, (67 % d'opinions positives selon un sondage d'octobre 1986), le résultat fut défavorable à son parti: les démocrates, tout en gardant le contrôle de la Chambre des représentants, raflèrent également la majorité au Sénat, ce qui eut pour effet de bloquer toute réforme conservatrice d'importance jusqu'à la fin de la présidence de Reagan. Les pertes républicaines se concentrèrent principalement dans les États du Sud et les régions agricoles.

### XXIesiècle
Alors que la présidentielle américaine  de 2024 a été gagnée par Donald Trump et que son parti gagne la majorité au Sénat avec trois sièges de plus, son pouvoir semble sans partage, amenant ses partisans les plus proches", comme Elon Musk et Tucker Carlson, à pousser la candidature du sénateur de Floride, Rick Scott, via « une campagne médiatique intense. » Mais ce dernier est éliminé dès le premier tour pour le vote à la présidence du Sénat et c'est John Thune qui est élu. Les partisans les plus fervents de Donald Trump souhaitaient coûte que coûte écarter de ce poste John Thune, qui à un mois de l'élection en 2016 avait appelé Trump à se retirer au profit de son colistier Mike Pence puis lors du second procès en destitution mené contre Trump en raison de l'assaut du Capitole, avait dénoncé un comportement « inexcusable » u leader républicain, tout en votant pour son acquittement.

## Évolutions du Sénat et présidents
| Année   | Républicains     | Démocrates  | Majorité         | Variation   | Républicains | Démocrates | Écart        | Président du Sénat | Président élu des USA     |
| 2024    | 52 sièges        | 45 sièges   | R 7 sièges       | +3 sièges   | NC           | NC         | NC           | John Thune         | Donald Trump              |
| 2022    | 49 sièges        | 49 sièges   | Égalité          | + 2 sièges  | 49,06%       | 48,97%     | R 0,12%      | Patty Murray       |                           |
| 2020    | 50 sièges        | 48 sièges   | R 2 sièges       | - 6 sièges  | 49,29%       | 47,03%     | R 2,26%      | Patrick Leahy      | Joe Biden                 |
| 2018    | 53 sièges        | 45 sièges   | R 8 sièges       | - 2 sièges  | 38,40%       | 58,44%     | D 19,96%     | Chuck Grassley     |                           |
| 2016    | 52 sièges        | 46 sièges   | R 6 sièges       | - 4 sièges  | 42,4%        | 53,8%      | D 11,4%      | Orrin Hatch        | Donald Trump              |
| 2014    | 54 sièges        | 44 sièges   | R 10 sièges      | 18 sièges   | 51,83%       | 43,93%     | R 7,90%      | Patrick Leahy      |                           |
| 2012    | 45 sièges        | 53 sièges   | D 8 sièges       | +4 sièges   | 42,5%        | 54,3%      | D 11,8%      | Daniel Inouye      | Barack Obama              |
| 2010    | 47 sièges        | 51 sièges   | D 4 sièges       | -12 sièges  | 44,00%       | 49,4%      | D 5,4%       | Ted Stevens        |                           |
| 2008    | 41 sièges        | 57 sièges   | D 16 sièges      | + 16 sièges | 44,5%        | 51,9%      | D 7,4%       | Ted Stevens        | Barack Obama              |
| 2006    | 49 sièges        | 49 sièges   | Égalité          | -9 sièges   | 53,2%        | 41,8%      | D 11,4%      | Ted Stevens        |                           |
| 2004    | 55 sièges        | 46 sièges   | R 9 sièges       | +6 sièges   | 45,3%        | 50,8%      | D 5,3%       | Ted Stevens        | George W. Bush            |
| 2002    | 51 sièges        | 48 sièges   | R 3 sièges       | 3 sièges    | 49,5%        | 45,5%      | R 4%         | Robert Byrd        |                           |
| 2000    | 5O sièges        | 50 sièges   | Égalité          | -10 sièges  | 46,94%       | 47,04%     | D 0,10%      | Strom Thurmond     | George W. Bush            |
| 1998    | 55 sièges        | 45 sièges   | R 10 sièges      | stable      | 46,8%        | 49,5%      | D 2,7%       | Strom Thurmond     |                           |
| 1996    | 55 sièges        | 45 sièges   | R 10 sièges      | +6 sièges   | 49,4%        | 47,9%      | R 1,5%       | Strom Thurmond     | Bill Clinton              |
| 1994    | 48 sièges        | 52 sièges   | R 4 sièges       | 10 sièges   | 49,9%        | 44,0%      | R 5,9%       | Strom Thurmond     |                           |
| 1992    | 43 sièges        | 57 sièges   | D 6 sièges       | - 6 sièges  | 44,4%        | 49,2%      | D 4,8%       | Robert Byrd        | Bill Clinton              |
| 1990    | 44 sièges        | 56 sièges   | D 12 sièges      | +2 sièges   | 47,1%        | 51,1%      | D 4%         | Robert Byrd        |                           |
| 1988    | 45 sièges        | 55 sièges   | D 10 sièges      | sièges      | 46,2%        | 52,1%      | D 5,9%       | Strom Thurmond     | George H. W. Bush         |
| 1986    | 45 sièges        | 55 sièges   | D 10 sièges      | 17 sièges   | 49,3%        | 49,8%      | D 0,5%       | Strom Thurmond     |                           |
| 1984    | 53 sièges        | 47 sièges   | R 6 sièges       | 14 sièges   | 49,3%        | 49,8%      | D 0,5%       | Strom Thurmond     | Ronald Reagan             |
| 1982    | 54 sièges        | 46 sièges   | R 8 sièges       | 14 sièges   | 43,4%        | 54,1,%     | D 10,7%      | Strom Thurmond     |                           |
| 1980    | 47 sièges        | 53 sièges   | D 6 sièges       | -14 sièges  | 44,7%        | 51,6%      | D 3,9%       | Warren Magnuson    | Ronald Reagan             |
| 1978    | 40 sièges        | 60 sièges   | D 20 sièges      | - 4 sièges  | 47,6%        | 50,6%      | D 3,00%      | James Eastland     |                           |
| 1976    | 38 sièges        | 62 sièges   | D 24 sièges      | -37 sièges  | 41,5%        | 53,7%      | D 12,2%      | James Eastland     | Jimmy Carter              |
| 1974    | 38 sièges        | 23 sièges   | D 61 sièges      | + sièges    | 39,60%       | 55,20%     | D 15,60%     | James Eastland     |                           |
| 1972    | 42 sièges        | 56 sièges   | D 14 sièges      | + 4 sièges  | 52,4%        | 45,5%      | R 6,9%       | James Eastland     | Richard Nixon             |
| 1970    | 44 sièges        | 54 sièges   | D 10 sièges      | - 16 sièges | "39,9%       | 52,4%      | D 12,5%      | Allen J. Ellender  |                           |
| 1968    | 63 sièges        | 37 sièges   | 26 sièges        | - 2 sièges  | 46,5%        | 49,3%      | D 2,8%       | Carl Hayden        | Richard Nixon             |
| 1966    | 64 sièges        | 36 sièges   | D 28 sièges      | - 8 sièges  | 50,6%        | 48,1%      | R 2,5%       | Carl Hayden        |                           |
| 1964    | 68 sièges        | 32 sièges   | 36 sièges        | +8 sièges   | 42,3%        | 56,2%      | 13,9%        | Carl Hayden        | Lyndon B. Johnson         |
| 1962    | 64 sièges        | 36 sièges   | 28 sièges        | stabilité   | 49,1%        | 50,3%      | D 1,2%       | Carl Hayden        |                           |
| 1960    | 36 sièges        | 64 sièges   | D 28 sièges      | 26 sièges   | 44,2%        | 55,1%      | 10,9%        | Carl Hayden        | John Fitzerald Kennedy    |
| 1958    | 47 sièges        | 49 sièges   | D 2 sièges       | stabilité   | 42,9%        | 55,3%      | D 12,4%      | Carl Hayden        |                           |
| 1956    | 47 sièges        | 49 sièges   | D 2 sièges       | 5 sièges    | 48,4%        | 50,7%      | D 2,3%       | Carl Hayden        | Dwight Eisenhower         |
| 1954    | 49 sièges        | 46 sièges   | R 3 sièges       | 1 siège'    | 44,8%        | 53,9%      | D 9,1%       | Walter F. George   |                           |
| 1952    | 49 sièges        | 47 sièges   | R 2 sièges       | 4 sièges    | 52,0%        | 44,8%      | R 7,0%       | Styles Bridges     | Dwight Eisenhower         |
| 1950    | 47 sièges        | 49 sièges   | D 2 sièges       | 14 sièges   | 49,6%        | 47,7%      | R 1,9%       | Kenneth McKellar   |                           |
| 1948    | 54 sièges        | 42 sièges   | R 12 sièges      | + 6 sièges  | 56,5%        | 42,30%     | 14,20%       | Kenneth McKellar   | Harry Truman              |
| 1946    | 51 sièges        | 45 sièges   | R 6 sièges       | 25 sièges   | 54,00%       | 42,00%     | R 8,00%      | Arthur Vandenberg  |                           |
| 1944    | 38 sièges        | 57 sièges   | D 19 sièges      | NC          | 47,3%        | 49,4%      | 2,1%         | Kenneth McKellar   | Franklin Delano Roosevelt |
| Max     | 64 sièges (1960) | sièges ()   | 28 sièges (1960) | sièges ()   | NC           | NC         | 14,7% (1964) |                    |                           |
| Min     | sièges (19)      | sièges (19) | sièges (20)      | (19)        | NC           | NC         | (19)         |                    |                           |
| Moyenne | sièges           | sièges      | sièges           | NC          | NC           | NC         |              |                    |                           |